# 帕克黑爾M82狙擊步槍
帕克黑爾M82（英語：Parker Hale M82）是一款由英国槍械製造商帕克黑爾公司以1200TX打靶步槍改進而成的軍用型栓動式狙擊步槍，亦被數個國家的軍隊和執法機關所採用並在其內部服役。帕克黑爾M82在外觀和設計兩方面都是一個偏向完全傳統的狙擊武器。它採用了類似於經典的毛瑟Gew 98步槍系列的旋轉後拉式手動槍機，一根重型自由浮動式槍管，發射7.62×51毫米北約口徑制式步枪子彈。重型自由浮動式槍管的重量達到1.98公斤（4.37磅），由鉻鉬鋼所製造。帕克黑爾M82具有容量為4發的內置式彈匣、一具完全自我包含的扳機單元，它可以根據使用者需要作出調整。

## 設計和特色
帕克黑爾M82的設計可在一部份上作出改變以滿足任何使用者的要求。因此，如果需要的話，帕克黑爾M82可在槍托上裝上一個可調節的托腮墊片，而槍托的長度可通過裝上墊板加厚（加長）或是拆除墊板減薄（縮短）以改變其厚度。這枝步槍基本上就是一枝標準打靶型7.62×51毫米北約口徑重槍管型毛瑟Gew 98步槍，裝上了寛厚的“海狸尾部”式靶標核桃製槍托（具有嵌入的托座式導軌）和帕克黑爾的側面保險機構型扳機。光學瞄準具具有多個選擇，不過標準型M82通常會附帶一個可拆卸式機械比賽型瞄準具。如果要安裝光学瞄准镜，可以把照門拆卸下來和把準星滑離準星座；但如果準星不滑離準星座，準星會阻擋視野，準星的柱仍然健在。機匣上的兩個連接基座用以作為光學瞄準鏡安裝基座，帕克黑爾亦提供原廠製造用以裝在連接基座上的磷化鋁合金瞄準鏡環；在澳洲和新西蘭軍隊服役的M82步槍採用了由奧地利製造的卡勒斯（英語：Kahles）ZF69 6×42（26毫米鏡管）彈著補助功能望遠瞄準鏡，內部設定由100公尺（109.36码，3,28.08英尺）遞增至800公尺（874.89码，2,624.67英尺），帶有精細優良的十字線分劃。曾經有一些嘗試，試圖通過翻新和更換步槍槍管以把兩個連接基座改為一塊式瞄準鏡安裝基座，但結果卻證明未如理想。最早期的槍機和槍管都使用磷化表面處理，其後改為黑色的橡膠樣式非反射表面塗層。
C3A1的槍管是一根沉重的，完全自由浮動式槍管，和膛室設計一樣是為了發射7.62×51毫米北約口徑制式步枪子彈。槍管的重量為2.04公斤（4.5磅），而長度則為600毫米（23.62英吋）（亦可選用更長的槍管）。標準膛線纏距比例為1：12，膛線4條，右旋。槍機採用了毛瑟式旋转后拉式手動枪机。槍機前後各處具有3個不鏽鋼閉鎖鎖耳（英語：Lug）。保險是裝在彈匣上方的一個可由拇指操作式槓桿，使用時會把扳機、槍機及擊錘阻鐵都鎖上，從而最終保護以防止意外走火。
改進型號C3A1的標準瞄準鏡是一具Leupold Unertl （页面存档备份，存于） 10倍放大倍率的變焦狙擊鏡，這狙擊鏡的優點是非常結實，瞄準鏡管為鋼製，鏡片元件厚實，並塗有高效塗層；缺點是只能夠在日間交戰的時候使用，沒有任何夜視功能。它具有一個全雙工連點式毫弧度或密位點（英語：Mil dot）樣式十字線分劃（即一系列微小的、精確定位的圓點分佈在瞄準鏡的水平和垂直十字線上用以標定準確距離），密位點增量為200公尺至1,000公尺。它也可以使用預設的機械瞄具。C3A1的槍托是由一塊胡桃木或玻璃钢強化塑料製成槍托，並且具有由戴維龍（英語：Devlon）、鋁合金或是塗上油灰的鋼板製成的內置式座床。玻璃纖維版本槍托為麥克米蘭A2式槍托，可以根據環境而決定在槍上塗上任何偽裝塗裝。

## 衍生型
在澳洲和新西蘭軍隊服役的M82步槍採用了由奧地利製造的ZF69 6×42（26毫米鏡管）彈著補助功能望遠瞄準鏡，內部設定由100公尺（109.36码，3,28.08英尺）遞增至800公尺（874.89码，2,624.67英尺），帶有精細優良的十字線分劃。而加拿大軍隊使用了修改版本M82，以符合當地的需求，並且命名為“7.62 毫米C3步槍”。

### L81A1
帕克黑爾L81A1是帕克黑爾M82 7.62×51毫米北約口徑（.308 Winchester）步槍的縮短版本，曾被英國陸軍和其他一些英聯邦國家作為學員培訓步槍所採用。這枝步槍曾被用作狙擊步槍，並且以彈匣和單動式槍機供彈。其高精度可以達到在實地為600码（548.64公尺，1,800英尺）和經風偏調節為1,000码（914.4公尺，3,000英尺）。

### L81A2

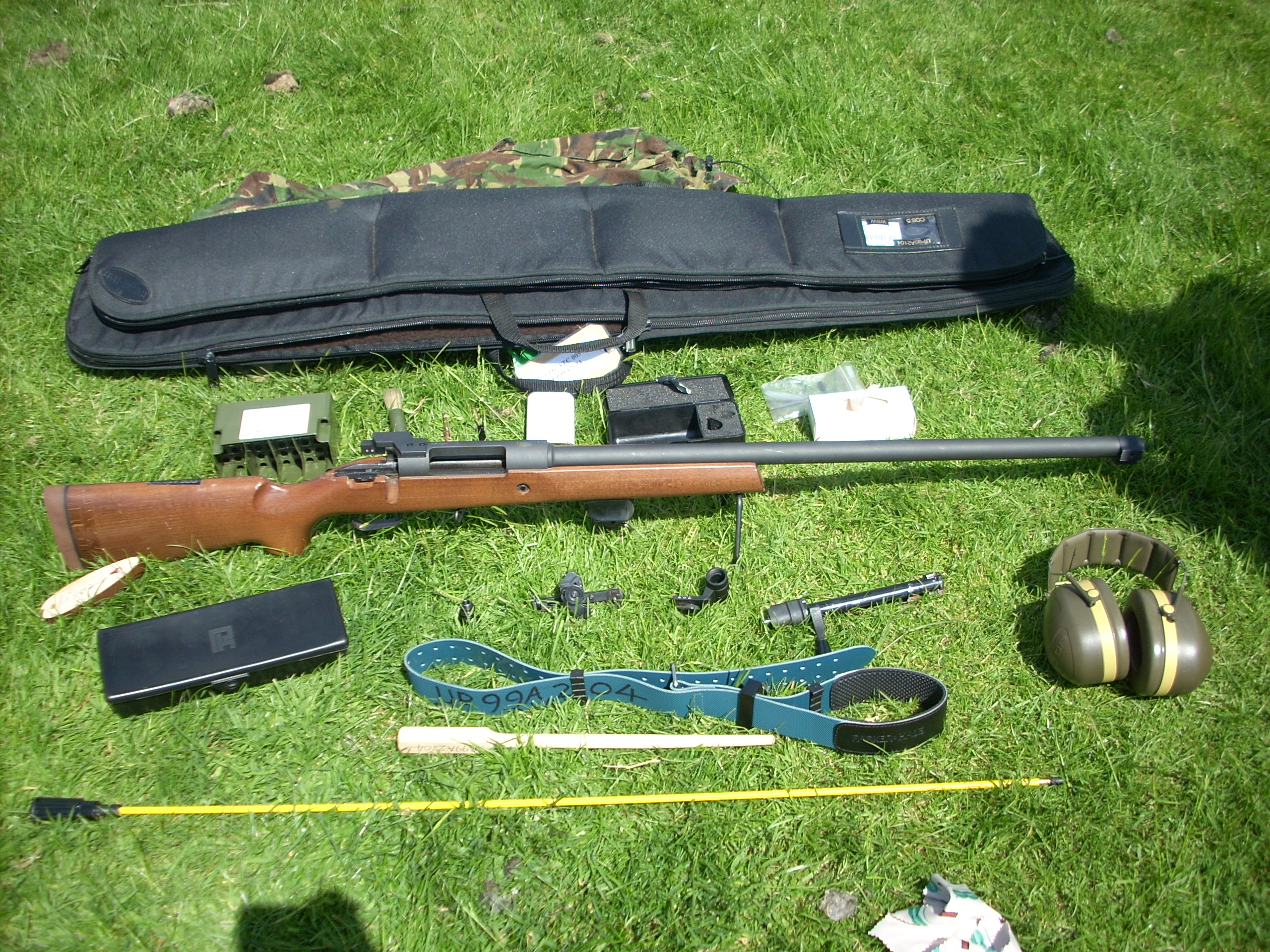
L81 A2。

帕克黑爾L81A2是帕克黑爾M82 7.62×51毫米北約口徑（.308 Winchester）步槍的縮短版本，可作為學員培訓步槍所採用。這枝步槍可以追溯它的前身帕克黑爾M82狙擊步槍和帕克黑爾1200TX打靶步槍。這枝步槍曾經被聯合軍校生部隊（英語：Combined Cadet Force，簡稱：CCF）、海事青年團（英語：Sea Cadet Corps，簡稱：SCC）、陸軍少年隊（英語：Army Cadet Force，簡稱：ACF）和空軍訓練團（英語：Air Training Corps，簡稱：ATC）的學員所使用。
它裝有不可拆卸的裝彈托盤，以取代L81A1的彈匣。這枝步槍裝上了屈光鏡式打靶步槍瞄準具，並且在一些比賽，例如在比斯利山脈舉行的聯校大會（英語：The Schools Meeting）和國際勤務隊少年步槍大會（英語：Inter Service Cadet Rifle Meeting，簡稱：ISCRM）以上，以及每年7月由美国全国步枪协会（英語：National Rifle Association，簡稱：NRA）舉辦的阿什伯頓比賽（英語：Ashburton）以上大量使用。其高精度可以達到1,000码（914.4公尺，3,000英尺），但較為常用的射程在300码（274.32公尺，900英尺），500码（457.2公尺，1,500英尺）和600码（548.64公尺，1,800英尺）。
其槍管的使用壽命是2,000發子彈，之後會使用X射线檢查，看看槍管是否有任何故障。槍管也非常容易出現生鏽，導致它在進行維修時很難維護。
L81A1被軍校生組織以技術安全問題報告，包括槍管膨脹的報告而撤裝以後，L81A2就取代了軍校生使用的L81A1。得到重新發配一些單位的綽號為“獵象槍”（英語：Elephant Gun），它使用相同的7.62毫米口徑彈藥，但是軍校生使用的步槍的供彈具不再是彈匣，該彈匣已被一個不可拆卸式裝填用托盤所取代。這枝步槍配備了一個的可調節式屈光鏡式打靶步槍瞄準具。

### C3
C3是以帕克黑爾M82 7.62×51毫米北約口徑（.308 Winchester）步槍為藍本，並且改進而成的出口型號。它在1972年被加拿大方面所採用。在數年以後再接受了一些改進，升級為C3A1。
和帕克黑爾M82有一點不同的是，其使用槍托是來自帕克黑爾M87的一個命名為麥克米蘭A2式的玻璃钢強化塑料版本槍托。而原來使用的卡勒斯ZF69 6×42彈著補助功能望遠瞄準鏡也被目前美国海军陆战队所採用而性能較先進的Leupold Unertl 10倍放大倍率變焦狙擊鏡所取代了。最後，標準型帕克黑爾裝上的單腳架，在C3上也被哈里斯（英語：Harris）兩腳架所取代了，以增加在俯臥位射擊時的穩定性和支撐。除此之外，這枝步槍並無其他顯著的性能改裝。

### C3A1
C3A1是帕克黑爾M82 7.62×51毫米北約口徑（.308 Winchester）步槍的出口型號。在1970年代，由於它在記錄上的高超精度，因而被加拿大軍隊所採用。目前它已被定位為一枝競賽步槍使用。
和帕克黑爾M82有一點不同的是，其使用的瞄準鏡為目前美国海军陆战队亦有採用的Leupold Unertl 10倍放大倍率變焦狙擊鏡。其使用槍托是麥克米蘭A2式玻璃钢強化塑料槍托，並且加裝哈里斯（英語：Harris）兩腳架以增加在俯臥位射擊時的穩定性和支撐。在阿波羅行動（英語：Operation Apollo）之中，加拿大狙擊手格雷厄姆·雷格斯戴爾伍長（Master Corporal Graham Ragsdale）就有使用C3A1狙殺20 人戰果的記錄。
由於狙擊試驗CFB Gagetown的出現，C3A1已經慢慢地從加拿大軍隊撤裝，並且已經被C14大灰狼中距離狙擊武器系統（英語：Medium Range Sniper Weapon System，簡稱：MRSWS）取代了其角色。不過它也被發現在培訓新一代狙擊手的訓練場上使用，主要是由於外觀上與C14 Timberwolf步槍有幾分相似之處。它撒裝的另一原因是由於生產帕克黑爾M82系列槍械的帕克黑爾在2000年倒閉，而事實上較早以前C3A1已經在1984年停止生產，因而出現嚴重的備用零部件缺乏。
帕克黑爾曾將C3A1作為一個完整的工具包推出，在民用市場上被稱為M85。一般很容易出現混亂，而且配備了M82所沒有的可拆卸式彈匣或加大的槍機旋鈕。加拿大狙擊手曾獲得較高的命中比率和一些非常困難的射擊紀錄。這些紀錄目前仍然是匿名的。
隨著狙擊技術的發展，例如沉重的自由浮動式槍管達到了驚人的準確性，這種步槍剩下的數量最終變得越來越少，並且被現代和未來的新型步槍掩蓋過其掠影。

## 使用國
- - 澳大利亚国防军
- 加拿大
  - 加拿大軍隊
- 新西兰
  - 紐西蘭國防軍
- 英国
  - 英國陸軍
  - 聯合軍校生部隊
  - 海事青年團
  - 陸軍少年隊
  - 空軍訓練團

## 流行文化

### 電子遊戲
- 2007年—：實際型號為“帕克·黑爾1200型”，但在遊戲檔案中命名為“M82”，使用木製槍身和卡勒斯6×42毫米ZF-69特級瞄準鏡（奇怪地只能放大1倍），奇怪地以10發容量可拆式彈匣供彈，而且第一人稱視角的武器模組採用鏡像佈局（右手持槍時拉機柄及拋殼口在左邊）。港台地區於2012年5月29日推出，命名為「帕克‧黑爾」；中國大陸地區於2012年5月30日推出，命名為「帕克-黑尔」。港台地區及中国大陆地區於2012年10月24日推出透過武器強化系統升級的兩个強化型外觀；在各地版本均已開放使用，但泰國版及土耳其版因結束營運的關係而不會在這兩個版本開放使用。

## 資料來源
1. 1 2 3  . eme421.com.   [2009-07-17]. （原始内容存档于2009-12-02）.
2. 1 2 3  . casr.ca.   [2009-07-17]. （原始内容存档于2009-07-14）.
3. ↑  . Guardian.co.uk.   [17 September 2010]. （原始内容存档于2018-07-18）.
4. ↑  . chasesmith.co.uk.   [2009-07-17]. （原始内容存档于2009-06-29）.

## 外部連結
- （英文）—Modern Firearms—Parker-Hale M82 （页面存档备份，存于）
- （英文）—Sniper Central—Canadian C3A1 & C3 (Parker-Hale M82)
- （英文）—Military, Security and Civilian Guns and Equipment—Parker-Hale Model 82 （页面存档备份，存于）